# TRASHED-ゴミ地球の代償-
『TRASHED-ゴミ地球の代償-』（Trashed）は、キャンディダ・ブラディ監督による2012年のイギリスのドキュメンタリー映画である。オスカー俳優のジェレミー・アイアンズが、世界中に自ら足を運びその過酷な汚染の現場を本作に収めている。音楽は、『ブレードランナー』、『南極物語』なども手がけたヴァンゲリスが担当。

## スタッフ
- 監督： キャンディダ・ブラディ
- 製作総指揮・出演：ジェレミー・アイアンズ
- 製作総指揮：タイタス・オギルヴィー 、トム・ウェセル
- 音楽：ヴァンゲリス
- 編集：ジェイムズ・カワード、ケイト・コギンズ、ジェイミー・トレヴィル
- 撮影： ショーン・ボビット
- 美術監督: ゲイリー・ウォーラー

## 主な映画祭・受賞歴
- カンヌ国際映画祭 特別上映
- 東京国際映画祭 TOYOTA Earth Grand Prix 審査員特別賞
- マウイ映画祭 観客賞
- エスポーシネ映画祭
- サラエヴォ映画祭
- プラネットインフォーカス環境映画祭
- レインダンス映画祭
- リオ・デ・ジャネイロ国際映画祭
- アブ・ダビ映画祭
- バンクーバー国際映画祭
- FIFE 映画祭 特別ドキュメンタリー賞
- キエフ国際ドキュメンタリー映画祭 グランプリ